# 布衣神相 (電影)
《布衣神相》，又名《天蠶再變》或《天蠶變之布衣神相》，是1984年邵氏兄弟出品的香港動作電影，由魯俊谷執導，劉永、徐少強、陳觀泰、萬梓良主演，改編自黃鷹《天蠶變》及溫瑞安《布衣神相》兩部武俠名著。前作為1983年電影《天蠶變》。

## 電影內容
故事承接前作《天蠶變》，雲飛揚（徐少強飾）及倫婉兒（劉雪華飾）離開武當隱居後兩年，獨孤無敵（萬梓良飾）已練成滅絕魔功第十重，自部下處得知在自己閉關期間雲飛揚已練成天蠶神功，於是率門下眾部前往武當，與雲決鬥。
另一方面，東瀛甲賀忍者纖月蒼龍軒（陳觀泰飾）等欲稱霸中原，於是趁機血洗武當，並命人污衊於獨孤無敵。終於雲在得知此事後，同倫憤而挑戰獨孤無敵，雖自無敵口中得知滅武當者實乃纖月，但亦敗於其滅絕魔功第十重下，幸得布衣神相李布衣（劉永飾）所助始得倖免。
兩人攜雲求醫於神醫賴藥兒（高飛飾）處，在神醫妙手回春下，雲終恢復。亦在此時，傳出無敵已死於纖月之手，於是雲與李攜手，終將纖月陰謀粉碎。

## 人物角色
| 角色名稱   | 演員   | 備註       | 粵語配音 |
| ---------- | ------ | ---------- | -------- |
| 李布衣     | 劉永   |            | 朱子聰   |
| 雲飛揚     | 徐少強 |            | 盧雄     |
| 倫婉兒     | 劉雪華 |            | 盧素娟   |
| 纖月蒼龍軒 | 陳觀泰 | 甲賀忍者   | 楊捷康   |
| 獨孤無敵   | 萬梓良 | 無敵門門主 | 金貴     |
| 賴藥兒     | 高飛   | 神醫       | 文德耀   |
| 藍心足     | 羅烈   | 鬼醫       | 盧傑群   |
| 藍公子     | 廖麗玲 | 藍心足之子 | 沈小蘭   |
| 勝新太郎   | 江島   | 甲賀忍者   |          |
| 豬木紋次郎 | 龍天翔 | 甲賀忍者   |          |
| 姿三四郎   | 顧冠忠 | 甲賀忍者   | 文德耀   |
| 野口五郎   | 陳鎏   | 甲賀忍者   |          |
| 黑豹堂主   | 井淼   | 無敵門堂主 |          |
| 青龍堂主   | 楊志卿 | 無敵門堂主 |          |
|            | 黎燕珊 | 無敵門堂主 |          |
|            | 沈勞   | 無敵門堂主 |          |
|            | 張力   | 無敵門堂主 |          |
|            | 姚文基 | 無敵門堂主 |          |
|            | 陳家奇 | 無敵門堂主 |          |
|            | 陳月如 | 無敵門堂主 |          |
| 赤松       | 詹森   | 武當派長老 |          |
| 蒼松       | 王清河 | 武當派長老 |          |
| 謝平       | 孫建   | 武當派弟子 |          |
| 姚峰       | 劉少君 | 武當派弟子 | 盧傑群   |
|            | 蔡國強 | 武當派弟子 |          |
|            | 大康   | 峨嵋派掌門 |          |
|            | 高雄   | 華山派掌門 |          |
|            | 王憾塵 | 少林寺掌門 |          |
|            | 徐錦光 | 點蒼派掌門 |          |
|            | 鄭麒膺 | 崑崙派掌門 |          |
| 巫煙炮     | 白沙力 | 柴灣三炮   | 金貴     |
| 馬後炮     | 黃偉棠 | 柴灣三炮   | 陳永信   |
| 車大炮     | 葉銘潮 | 柴灣三炮   | 楊捷康   |
|            | 丁東   | 店小二     |          |
|            | 凌漢   | 騙子       | 楊捷康   |
|            | 林威   | 騙子       |          |
|            | 西瓜刨 | 騙子       |          |

## 外部連結
- 開眼電影網上《布衣神相》的資料（繁體中文）
- 豆瓣电影上《布衣神相》的資料 （简体中文）
- 时光网上《布衣神相》的資料（简体中文）
- AllMovie上《布衣神相》的资料（英文）
- 爛番茄上《布衣神相》的資料（英文）
- 香港影庫上《布衣神相》的資料（繁體中文）
- 互联网电影数据库（IMDb）上《布衣神相》的资料（英文）